# Жолдыбайколь (озеро)
Жолдыбайколь (каз. Жолдыбайкөл) — озеро в Карабалыкском районе Костанайской области Казахстана. Находится в 4 км к юго-востоку от села Кособа (бывший совхоз Карабалыкский).
По данным топографической съёмки, площадь поверхности озера составляет 2,74 км². Наибольшая длина озера — 2,3 км, наибольшая ширина — 1,7 км. Длина береговой линии составляет 6,3 км, развитие береговой линии — 1,06. Озеро расположено на высоте 212,3 м над уровнем моря.